# Пятиугольник Роббинса

Пятиугольник Роббинса с площадью 13104

Пятиугольник Роббинса с площадью 7392

Пятиугольник Роббинса — это вписанный пятиугольник, стороны которого и площадь являются рациональными числами.

## История
Бухгольц и МакДугал назвали пятиугольник именем Роббинса  в честь Дэвида Роббинса, давшего формулу для вписанного пятиугольника как функции длин сторон. Бухгольц и МакДугал выбрали это имя по аналогии с названием треугольника Герона именем Герона, открывателя формулы Герона для площади треугольника как функции от его сторон.

## Площадь и периметр
Любой пятиугольник Роббинса можно привести, путём изменения размеров, к пятиугольнику, стороны и площадь которого являются целыми числами. Более того, Бухгольц и МакДугал показали, что если стороны являются целыми числами и площадь является рациональным числом, то площадь тоже будет целым числом, а периметр будет чётным.

## Диагонали
Бухгольц и МакДугал также показали, что в любом пятиугольнике Роббинса либо все пять внутренних диагоналей являются рациональными числами, либо ни одна из диагоналей рациональной не является. Если пять диагоналей рациональны (этот случай Састри назвал пятиугольником Брахмагупты), то радиус его описанной окружности тоже должен быть рациональным, и пятиугольник можно разложить на три треугольника Герона по любым двум непересекающимся диагоналям или на пять треугольников Герона разрезанием вдоль радиусов от центра к вершинам.
Бухгольц и МакДугал провели компьютерный поиск пятиугольников Роббинса с иррациональными диагоналями, но безуспешно. На основе этого они предположили, что пятиугольники Роббинса с иррациональными диагоналями не существуют.